# Puccinia invenusta
Puccinia invenusta ist eine Ständerpilzart aus der Ordnung der Rostpilze (Pucciniales). Der Pilz ist ein Endoparasit von   Phragmites-Arten. Symptome des Befalls durch die Art sind Rostflecken und Pusteln auf den Blattoberflächen der Wirtspflanzen. Sie kommt in weiten Teilen der altweltlichen Tropen vor.

## Merkmale

### Makroskopische Merkmale
Puccinia invenusta ist mit bloßem Auge nur anhand der auf der Oberfläche des Wirtes hervortretenden Sporenlager zu erkennen. Sie wachsen in Nestern, die als gelbliche bis braune Flecken und Pusteln auf den Blattoberflächen erscheinen.

### Mikroskopische Merkmale
Das Myzel von Puccinia invenusta wächst wie bei allen Puccinia-Arten interzellulär und bildet Saugfäden, die in das Speichergewebe des Wirtes wachsen. Aecien sind von der Art nicht bekannt. Die gelblichen Uredien wachsen beidseitig auf den Blättern des Wirtes. Ihre goldenen oder gelben Uredosporen sind variabel geformt, 25–32 × 15–18 µm groß und fein stachelwarzig. Die Telien der Art sind schwarzbraun, früh offenliegend und wachsen unterseitig. Die gold- bis haselnussbraunen Teliosporen sind einfach septiert, in der Regel ellipsoid und 34–42 × 16–20 µm groß; ihre Stiele sind gelblich bis bräunlich und bis zu 100 µm lang.

## Verbreitung
Das bekannte Verbreitungsgebiet von Puccinia invenusta reicht von Afrika über Indien und China bis auf die Philippinen.

## Ökologie
Die Wirtspflanzen von Puccinia invenusta sind verschiedene Phragmites-Arten. Der Pilz ernährt sich von den im Speichergewebe der Pflanzen vorhandenen Nährstoffen, seine Sporenlager brechen später durch die Blattoberfläche und setzen Sporen frei. Die Art verfügt über einen Entwicklungszyklus, von dem bislang lediglich Telien und Uredien bekannt sind; Spermogonien und Aecien konnten dem Pilz nicht zugeordnet werden.